# ビキニブリーフ

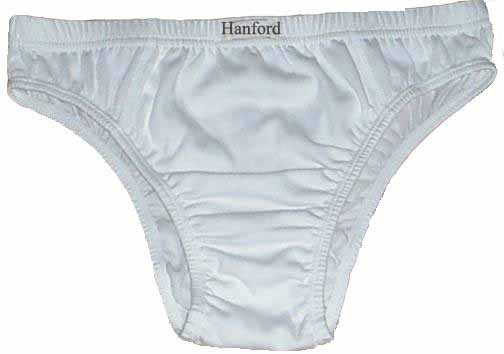
ビキニブリーフ

ビキニブリーフとは、女性用のビキニ型水着の形をした女性用下着、もしくは男性用下着の一種である。ビキニパンツとも呼ばれる。
ここで、「ビキニブリーフ」とは、セパレーツ型女性用水着の下半身部分の「ビキニ」形態と、男性用の下着の「ブリーフ」の合成語である。
英語圏では男性用の下着でも「Bikini」という。

## 概要
女性用水着として発表されたビキニの原型は古代ローマ時代から女性用の着衣として存在していた。1946年にフランスのルイ・レアールが考案し、同時期にフランスのデザイナー・ジャック・エイム(仏: Jacques Heim)も同様の水着を考案し、アトム(仏: Atom)と名付けられていた。この水着は肌の露出度が極めて高い水着で、その衝撃の大きさから、発表当時ビキニ環礁で行われた水爆実験の衝撃度に例えられてファッション業界では「ビキニ」と命名されて一般名称化した。その後、女性用下着に応用され、その流れの一環として男性用下着として1959年にブリーフを開発した米国のジョッキー社から発売されたのが最初である。
女性用のビキニ水着は余りの大胆さから当初はほとんど着用されず、米国では、1960年代初頭まで一般的な海水浴場では着用禁止とされていた。このことから、ビキニブリーフが発表された当時はブリーフが登場した時ほどの反響はなかったものの、女性用のビキニ水着が普及するにつれて、ビキニブリーフも米国では1970年代に入り、急速に普及するようになった。ジョッキー社も参照。
ビキニブリーフの登場においては伸縮性のある合成繊維の開発や繊維加工技術が進歩したことによるものである。ナイロン、レーヨンなどが開発され、防縮加工、縫製技術の進歩が下着に応用されたことで、大胆なデザインが生まれる背景となった。特に1960年頃よりスパンデックスが開発されたことで下着のデザインを変革させ、下着のファッション化を促した。
基本的形状は一般のブリーフと変わらないが、腰回りの低い丈や鼠蹊部の深い切り込みに特徴がある。ブリーフが幼年層から老年層まで普及して、ファッションに敏感な青年層から他の年代層との差別化を求めるようになった。また、下着にも実用性以外にもファッション性が求められるようになり、青年層を中心に普及した。特に、ジーンズが普及するにつれてジーンズから下着がはみ出さない下着やズボンから下着のラインが見えにくい下着として普及した。日本では1970年代中頃より出現した。
その大胆な形状からファッション性をより追求してカラー化も進み、通常の下着と比較して派手な色彩が用いられて製品化されている。時代が進むにつれて形状が過激化したことや、下着としての機能性を喪失したことから、固定層から一般層まで利用が拡がらず、1980年代中頃よりトランクス人気に推される形で、その愛用者は限定されている。
なお、ビキニブリーフから更に派生してTバック、Gストリング、ソング、タンガ、マイクロビキニなどが生まれている。

## 形状

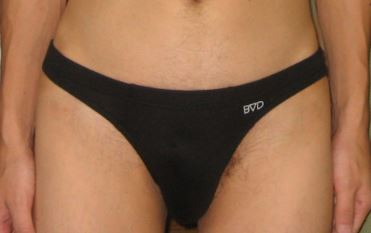
BVDリオバックビキニ

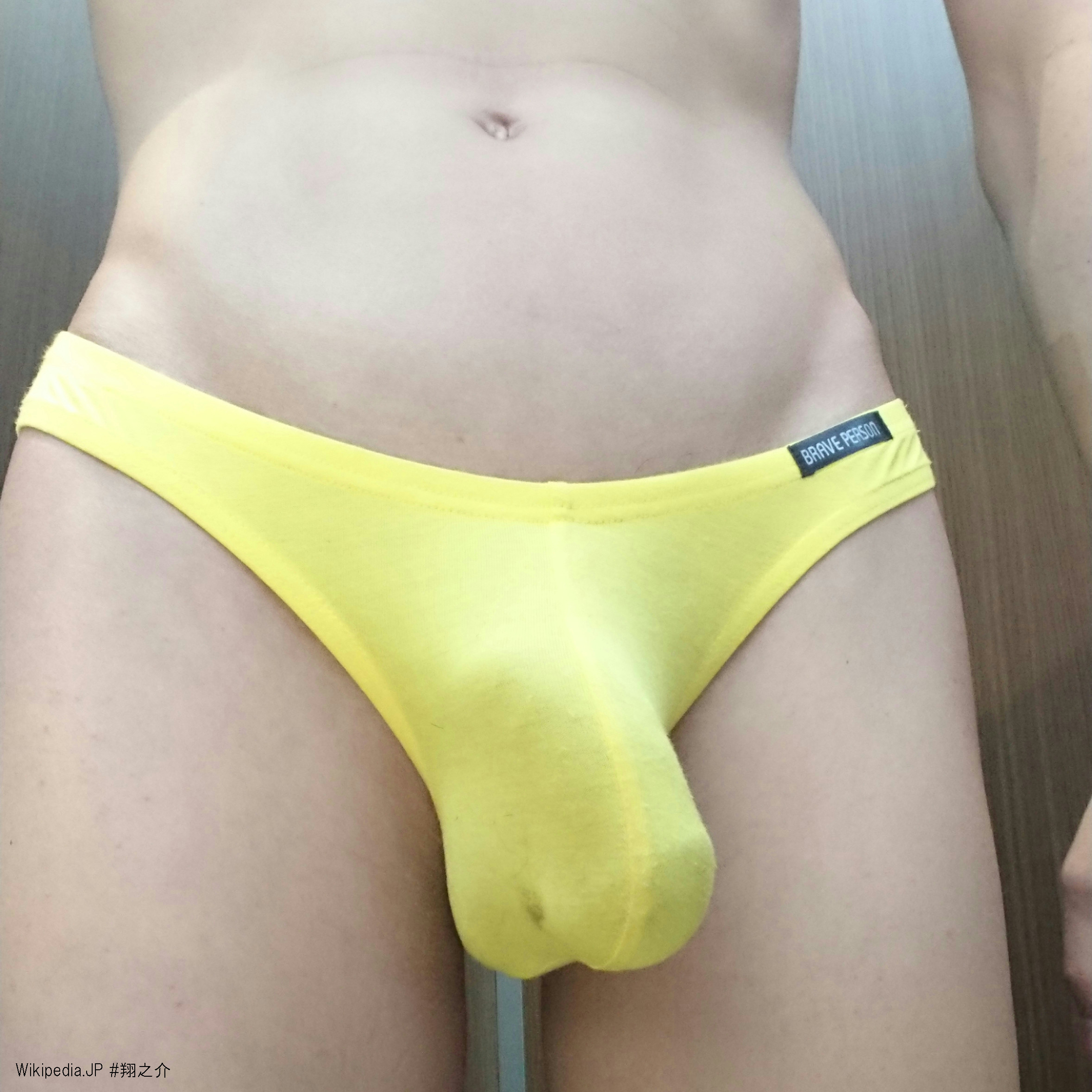
BravePersonビキニブリーフ

前部布地と後部布地に、両足部と腰部のゴムによって構成される。
生地は、股上が浅く腰部が狭い。前部は、関節に合わせるように股ぐり部分に角度がついていて、着用者を前から見ると逆三角形の形態となっている。また、身体への密着性を高めるために立体的に生地を裁断する立体裁断のものもある。股布のあるものとないものがある。一般には前開きのないものを「ビキニブリーフ」と呼び、前開きがあるものを「セミビキニブリーフ」と呼んでいる。
使用されるゴムには「外ゴム」と「内ゴム」の2種類がある。外ゴムとは、生地に平ゴムを縫い付けたものである。この平ゴムには、文字や柄がデザインされているものが多く無地のものは少ない。内ゴムとは、まつり縫いをした生地の内側に丸ゴムもしくは平ゴムを通したものである。腰部には、デザインによって外ゴムもしくは内ゴムが使われる。足部には、デザインにかかわらず内ゴムが使われる。腰部が外ゴムのビキニブリーフは内ゴムのものに比べて全体的に伸縮性がない。脱衣した状態ではゴムが布地の形を大きく変えることはない。腰部が内ゴムのビキニブリーフは全体的に伸縮性がある。脱衣した状態ではゴムが布地の形を大きく変え、小さく丸まる。

## デザイン
形式は、フルバック、ハイレグ、ローライズなどがある。生地の色や柄には、着用者の好みに応じるように様々な種類がある。布地の性質は、ブリーフとは違って伸縮性の高いものが使われる。そのため、着用者への密着性が高い。

## ビキニブリーフとセミビキニブリーフの違い
セミビキニブリーフとは、スタンダードブリーフとほぼ同じ素材、構造で前開きのあるものが多いが、スタンダードブリーフよりも股上が短い（2/3程度）。ビキニブリーフの一派と見るよりもスタンダードブリーフの派生型と理解した方が分かりやすい。色は白のほか単色カラー物も多い。グンゼやBVDでは、スタンダードブリーフと同じシリーズとして発売している。
また、子供用のブリーフの分野でも、セミビキニタイプが発売されたことがある。「YGjr」（グンゼ、1980年代後半）での発売されている。

## 参考図書
- 青木 英夫『下着の文化史』雄山閣出版、2000年。ISBN 4639017138。OCLC 48564262。
- 林美一『時代風俗考証事典』河出書房新社、2001年1月。ISBN 4-309-22367-2。OCLC 54397654。
- ワコール宣伝部 編『下着おもしろ雑学事典:実用版』講談社、1986年9月。ISBN 4-06-202559-0。OCLC 673259468。